# Llista d'espècies d'estifídids
Aquesta és la llista d'espècies de estifídids, una família d'aranyes araneomorfes descrita per R. de Dalmas el 1917. Conté la informació recollida fins al 28 d'octubre de 2006 i hi ha citats 13 gèneres i 49 espècies, i una gran part pertanyen al gènere Cambridgea amb 31 espècies.
La major part es troben a Nova Zelanda i Austràlia, a excepció de dues espècies del gènere Ischalea que són pròpies de Madagascar (I. incerta) i l'illa Maurici (I. longiceps).

## Baiami
Baiami, Lehtinen, 1967
- Baiami brockmani Gray, 1981 (Oest d'Austràlia)
- Baiami glenelgi Gray, 1981 (Victòria)
- Baiami loftyensis Gray, 1981 (Sud d'Austràlia)
- Baiami montana Gray, 1981 (Oest d'Austràlia)
- Baiami stirlingi Gray, 1981 (Oest d'Austràlia)
- Baiami storeniformis (Simon, 1908) (Oest d'Austràlia)
- Baiami tegenarioides (Simon, 1908) (Oest d'Austràlia)
- Baiami torbayensis Gray, 1981 (Oest d'Austràlia)
- Baiami volucripes (Simon, 1908) (Oest d'Austràlia)

## Barahna
Barahna, Davies, 2003
- Barahna booloumba Davies, 2003 (Queensland, Nova Gal·les del Sud)
- Barahna brooyar Davies, 2003 (Queensland)
- Barahna glenelg Davies, 2003 (Victòria)
- Barahna myall Davies, 2003 (Nova Gal·les del Sud)
- Barahna scoria Davies, 2003 (Queensland)
- Barahna taroom Davies, 2003 (Queensland)
- Barahna toonumbar Davies, 2003 (Nova Gal·les del Sud)
- Barahna yeppoon Davies, 2003 (Queensland, Nova Gal·les del Sud)

## Borrala
Borrala, Gray & Smith, 2004
- Borrala dorrigo Gray & Smith, 2004 (Nova Gal·les del Sud)
- Borrala longipalpis Gray & Smith, 2004 (Nova Gal·les del Sud)
- Borrala webbi Gray & Smith, 2004 (Nova Gal·les del Sud)
- Borrala yabbra Gray & Smith, 2004 (Nova Gal·les del Sud)

## Cambridgea
Cambridgea, L. Koch, 1872
- Cambridgea agrestis Forster & Wilton, 1973 (Nova Zelanda)
- Cambridgea ambigua Blest & Vink, 2000 (Nova Zelanda)
- Cambridgea annulata Dalmas, 1917 (Illes Chatham)
- Cambridgea antipodiana (White, 1849) (Nova Zelanda)
- Cambridgea arboricola (Urquhart, 1891) (Nova Zelanda)
- Cambridgea australis Blest & Vink, 2000 (Nova Zelanda)
- Cambridgea decorata Blest & Vink, 2000 (Nova Zelanda)
- Cambridgea elegans Blest & Vink, 2000 (Nova Zelanda)
- Cambridgea elongata Blest & Vink, 2000 (Nova Zelanda)
- Cambridgea fasciata L. Koch, 1872 (Nova Zelanda)
- Cambridgea foliata (L. Koch, 1872) (Nova Zelanda)
- Cambridgea inaequalis Blest & Vink, 2000 (Nova Zelanda)
- Cambridgea insulana Blest & Vink, 2000 (Nova Zelanda)
- Cambridgea longipes Blest & Vink, 2000 (Nova Zelanda)
- Cambridgea mercurialis Blest & Vink, 2000 (Nova Zelanda)
- Cambridgea obscura Blest & Vink, 2000 (Nova Zelanda)
- Cambridgea occidentalis Forster & Wilton, 1973 (Nova Zelanda)
- Cambridgea ordishi Blest & Vink, 2000 (Nova Zelanda)
- Cambridgea pallidula Blest & Vink, 2000 (Nova Zelanda)
- Cambridgea peculiaris Forster & Wilton, 1973 (Nova Zelanda)
- Cambridgea peelensis Blest & Vink, 2000 (Nova Zelanda)
- Cambridgea plagiata Forster & Wilton, 1973 (Nova Zelanda)
- Cambridgea quadromaculata Blest & Taylor, 1995 (Nova Zelanda)
- Cambridgea solanderensis Blest & Vink, 2000 (Nova Zelanda)
- Cambridgea ramsayi Forster & Wilton, 1973 (Nova Zelanda)
- Cambridgea reinga Forster & Wilton, 1973 (Nova Zelanda)
- Cambridgea secunda Forster & Wilton, 1973 (Nova Zelanda)
- Cambridgea simoni Berland, 1924 (Nova Caledònia)
- Cambridgea sylvatica Forster & Wilton, 1973 (Nova Zelanda)
- Cambridgea tuiae Blest & Vink, 2000 (Nova Zelanda)
- Cambridgea turbotti Forster & Wilton, 1973 (Nova Zelanda)

## Corasoides
Corasoides, Butler, 1929
- Corasoides australis Butler, 1929 (Victòria)

## Ischalea
Ischalea, L. Koch, 1872
- Ischalea incerta (O. P.-Cambridge, 1877) (Madagascar)
- Ischalea longiceps Simon, 1898 (Maurici)
- Ischalea spinipes L. Koch, 1872 (Nova Zelanda)

## Nanocambridgea
Nanocambridgea, Forster & Wilton, 1973
- Nanocambridgea gracilipes Forster & Wilton, 1973 (Nova Zelanda)
- Nanocambridgea grandis Blest & Vink, 2000 (Nova Zelanda)

## Pillara
Pillara, Gray & Smith, 2004
- Pillara coolahensis Gray & Smith, 2004 (Nova Gal·les del Sud)
- Pillara griswoldi Gray & Smith, 2004 (Nova Gal·les del Sud)
- Pillara karuah Gray & Smith, 2004 (Nova Gal·les del Sud)
- Pillara macleayensis Gray & Smith, 2004 (Nova Gal·les del Sud)

## Procambridgea
Procambridgea, Forster & Wilton, 1973
- Procambridgea carrai Davies, 2001 (Nova Gal·les del Sud)
- Procambridgea cavernicola Forster & Wilton, 1973 (Nova Gal·les del Sud)
- Procambridgea grayi Davies, 2001 (Nova Gal·les del Sud, Nova Zelanda)
- Procambridgea hilleri Davies, 2001 (Queensland)
- Procambridgea hunti Davies, 2001 (Nova Gal·les del Sud)
- Procambridgea kioloa Davies, 2001 (Nova Gal·les del Sud)
- Procambridgea lamington Davies, 2001 (Queensland)
- Procambridgea montana Davies, 2001 (Queensland, Nova Gal·les del Sud)
- Procambridgea monteithi Davies, 2001 (Nova Gal·les del Sud)
- Procambridgea otwayensis Davies, 2001 (Victòria)
- Procambridgea ourimbah Davies, 2001 (Nova Gal·les del Sud)
- Procambridgea rainbowi Forster & Wilton, 1973 (Nova Gal·les del Sud)

## Stiphidion
Stiphidion, Simon, 1902
- Stiphidion adornatum Davies, 1988 (Queensland)
- Stiphidion diminutum Davies, 1988 (Queensland)
- Stiphidion facetum Simon, 1902 (Austràlia Oriental, Tasmània, Nova Zelanda)
- Stiphidion raveni Davies, 1988 (Nova Gal·les del Sud)

## Tartarus
Tartarus, Gray, 1973
- Tartarus mullamullangensis Gray, 1973 (Oest d'Austràlia)
- Tartarus murdochensis Gray, 1992 (Oest d'Austràlia)
- Tartarus nurinensis Gray, 1992 (Oest d'Austràlia)
- Tartarus thampannensis Gray, 1992 (Oest d'Austràlia)

## Therlinya
Therlinya, Gray & Smith, 2002
- Therlinya angusta Gray & Smith, 2002 (Queensland)
- Therlinya ballata Gray & Smith, 2002 (Nova Gal·les del Sud)
- Therlinya bellinger Gray & Smith, 2002 (Nova Gal·les del Sud)
- Therlinya foveolata Gray & Smith, 2002 (Victòria)
- Therlinya horsemanae Gray & Smith, 2002 (Queensland)
- Therlinya kiah Gray & Smith, 2002 (Nova Gal·les del Sud, Victòria)
- Therlinya lambkinae Gray & Smith, 2002 (Queensland)
- Therlinya monteithae Gray & Smith, 2002 (Queensland)
- Therlinya nasuta Gray & Smith, 2002 (Queensland)
- Therlinya vexillum Gray & Smith, 2002 (Queensland)
- Therlinya wiangaree Gray & Smith, 2002 (Queensland, Nova Gal·les del Sud)

## Tjurunga
Tjurunga, Lehtinen, 1967
- Tjurunga paroculus (Simon, 1903) (Tasmània)